# Zdeněk Najman
Zdeněk Najman (19. května 1928 Mladá Boleslav – 5. srpna 1974 Praha) byl český herec, osobitý komik a bavič.
Pocházel z Mladé Boleslavi, kde již od mládí hrával ochotnické divadlo, později v Mladoboleslavském divadle získal i své první stálé angažmá. V letech 1956-1960 posléze působil v Jihočeském divadle v Českých Budějovicích. Od roku 1960 až do roku 1972 působil jako specifický komik v proslulé éře Divadla Rokoko pod vedením i za plodné tvůrčí spolupráce s jeho tehdejším ředitelem Darkem Vostřelem. Po sloučení Divadla Rokoko s Městskými divadly pražskými v roce 1972 působil až do své předčasné smrti jakožto estrádní bavič v Kabaretu U Fleků, často společně s hercem Vítězslavem Černým (1922-1986), s nímž vytvořil komickou dvojici podobnou rolemi a vzhledem Laurelovi a Hardymu.
Ve filmu si zahrál řadu drobnějších rolí, často hrál ve filmech a televizních kabaretech režiséra Zdeňka Podskalského.

## Filmografie (výběr)

### Film
- 1958 Mezi nebem a zemí
- 1965 Bílá paní
- 1965 Kdyby tisíc klarinetů
- 1967 Ta naše písnička česká
- 1968 Nejlepší ženská mýho života
- 1969 Slasti Otce vlasti
- 1970 Ďábelské líbánky
- 1970 Svatby pana Voka
- 1973 Noc na Karlštejně
- 1974 Hvězda padá vzhůru

### Televize
- 1967 Píseň pro Rudolfa III.
- 1969 Brýle (TV mikrokomedie) – role: Františkův kolega